# Bojkot

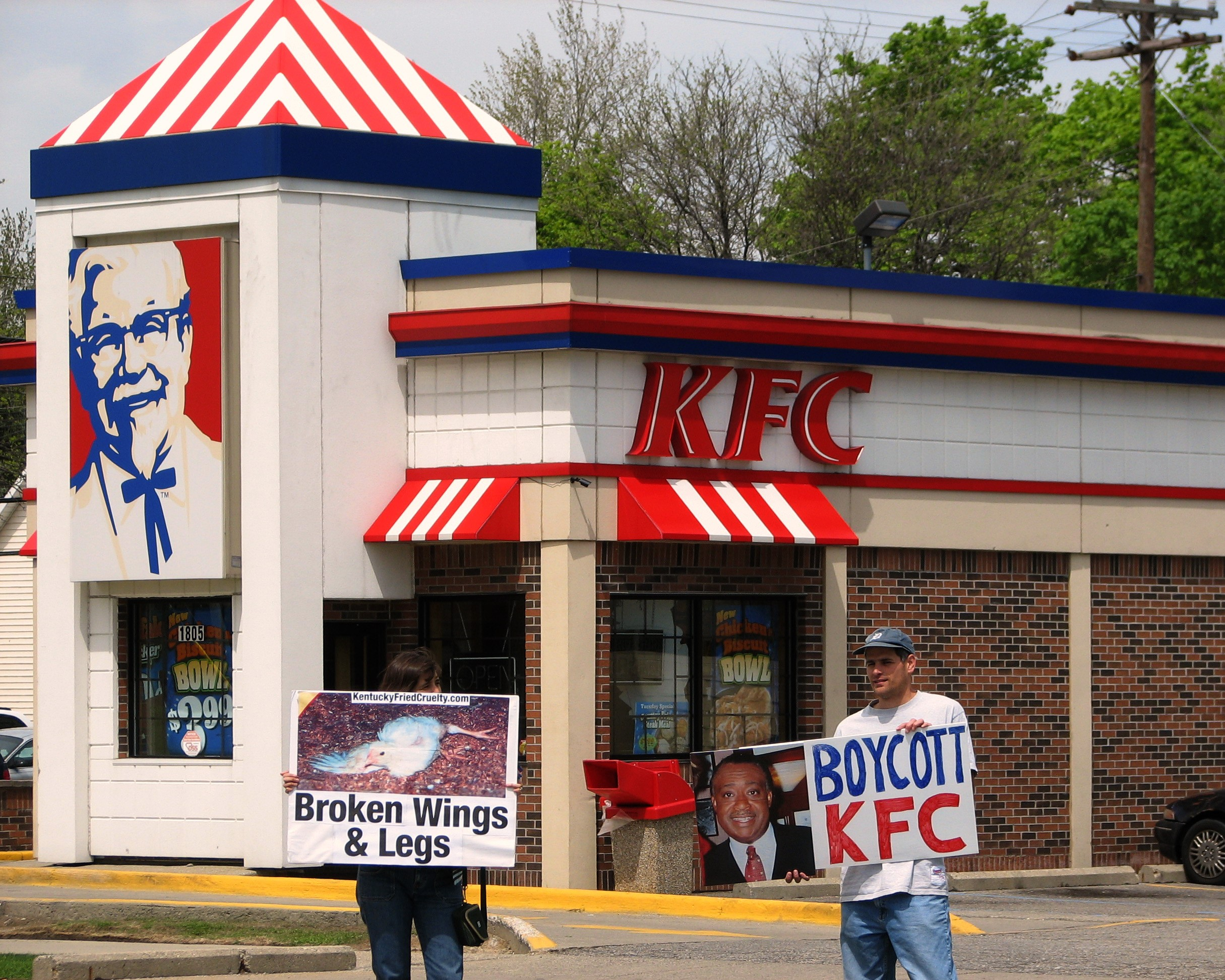
Bojkot řetězce s rychlým občerstvením KFC

Bojkot (ang. boycott) je nátlakový prostředek sloužící k prosazení společného zájmu skupiny lidí nebo skupiny států.

## Vznik
Slovo je odvozeno od jména kapitána Charlese Boycotta, irského agenta zastupujícího nepřítomného majitele půdy lorda Erna, žijícího v domě Lough Mask v blízkosti Ballinrobe, v hrabství Mayo v Irsku. V roce 1880 byla v Irsku velmi slabá úroda a lord Erne nabídl farmářům hospodařícím na jeho polích snížení ročního nájmu o 10 %. V září téhož roku farmáři požadovali snížení o 25 %, což lord Erne odmítl. Charles Boycott se následně pokusil vypudit 11 nájemců z pozemků lorda Erna. Charles Stewart Parnell ve svém projevu ještě před událostmi vyzval obyvatele, aby se případných nových nájemců přicházejících hospodařit na uvolněné farmy spíše stranili, namísto násilného chování vůči nim. I když Parnell ve své řeči nezmínil majitele půdy ani jeho agenta, lidé se začali spontánně stranit Charlese Boycotta od chvíle, kdy se začal pokoušet farmáře vypuzovat. Boycott se brzy ocitl zcela osamocen, zaměstnanci zastavili práci v jeho domě, ve stájích i na polích. Místní podnikatelé s ním odmítli obchodovat, pošťák mu odmítl doručovat poštu. Společná akce znamenala, že Boycott nebyl schopen najmout nikoho ke sklizni na polích, které měl ve správě. Nakonec musel dovézt dělníky až z Claremorris pod ochranou téměř tisíce policistů, což ho stálo výrazně více, než činil výnos ze sklizně. Publicita spojená s touto akcí následně slovo Bojkot zpopularizovala tak, že se stalo synonymem pro hromadné odmítání.

## Formy bojkotu
Bojkot je akt nenásilného, dobrovolného zdržení se (odmítání) určitého produktu, osoby, organizace nebo země jako výraz protestu. Je to obvykle z morálních, sociálních, politických nebo ekologických důvodů. Účelem bojkotu je způsobit cílovému subjektu nějakou ekonomickou ztrátu nebo naznačit morální pobouření, pokusit se přimět cíl, aby změnil nevhodné chování.
Jeho účinek bývá střední až téměř žádný, podle okolností. Samotné bojkotování výrobku nebo služby až tak efektivní není, a tak velkou roli hraje názor veřejnosti a medializace.
Známý je například bojkot čaje dováženého z Číny, který vyvrcholil tzv. Bostonským pitím čaje, při němž byla v rámci protestu amerických kolonistů proti britskému impériu naházena zásilka čaje do moře.